# 고스트 바이크

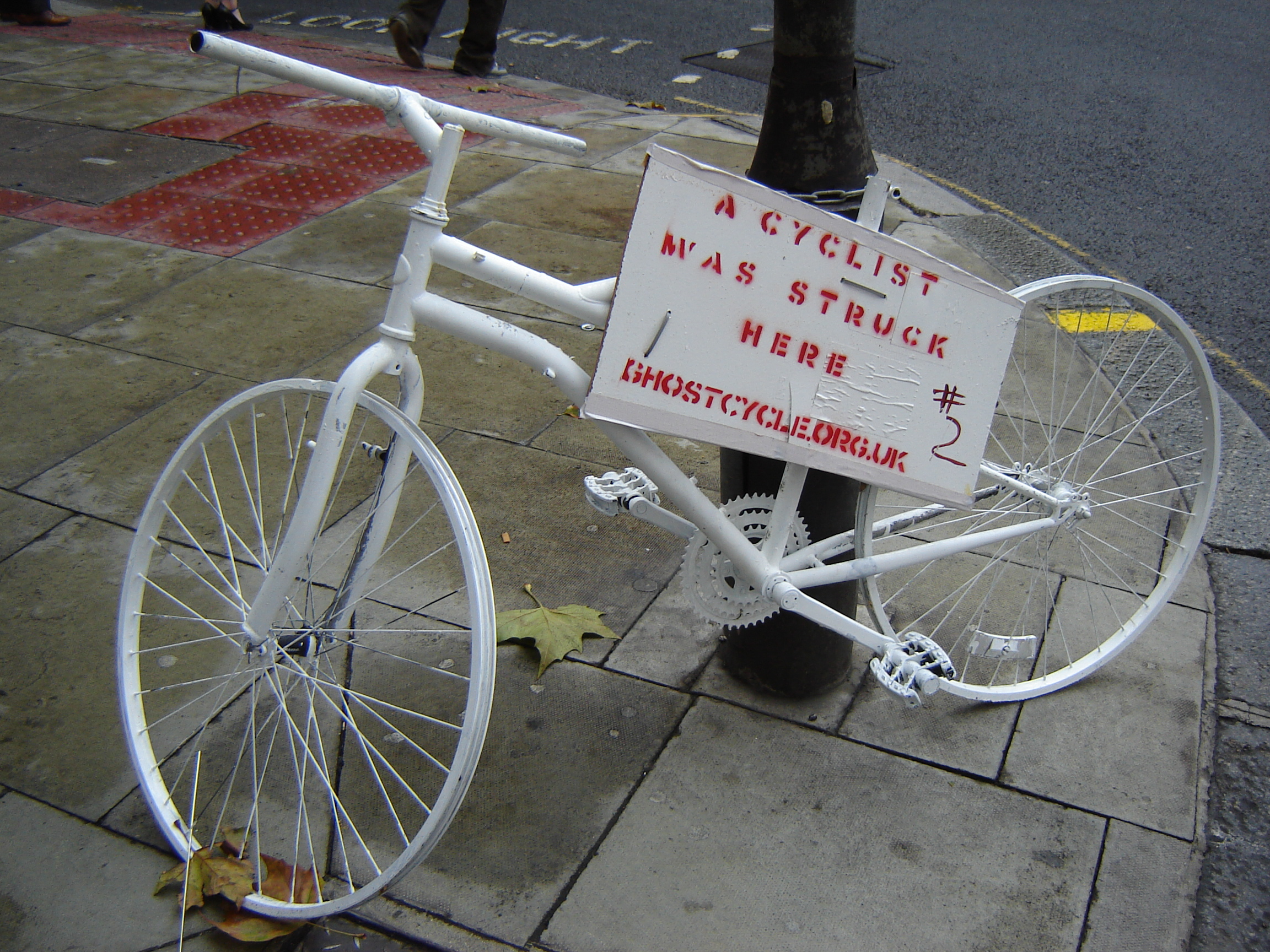
2005년 런던 그레이스 인 로드의 고스트 바이크

고스트 바이크(영어: ghost bike)는 자전거 타는 사람이 자동차 운전자에 의해 사망하거나 중상을 입은 곳에 설치되는 자전거 도로변에 있는 위령 기념물이다.
추모의 의미 외에도, 지나가는 운전자들에게 도로를 공유하도록 상기시키는 역할을 하는 경우가 많다. 고스트 바이크는 대개 흰색으로 칠해진 폐자전거이며, 때로는 표지판이 붙어 있고, 사고 현장 근처의 적절한 물체에 고정되어 있다.

## 역사

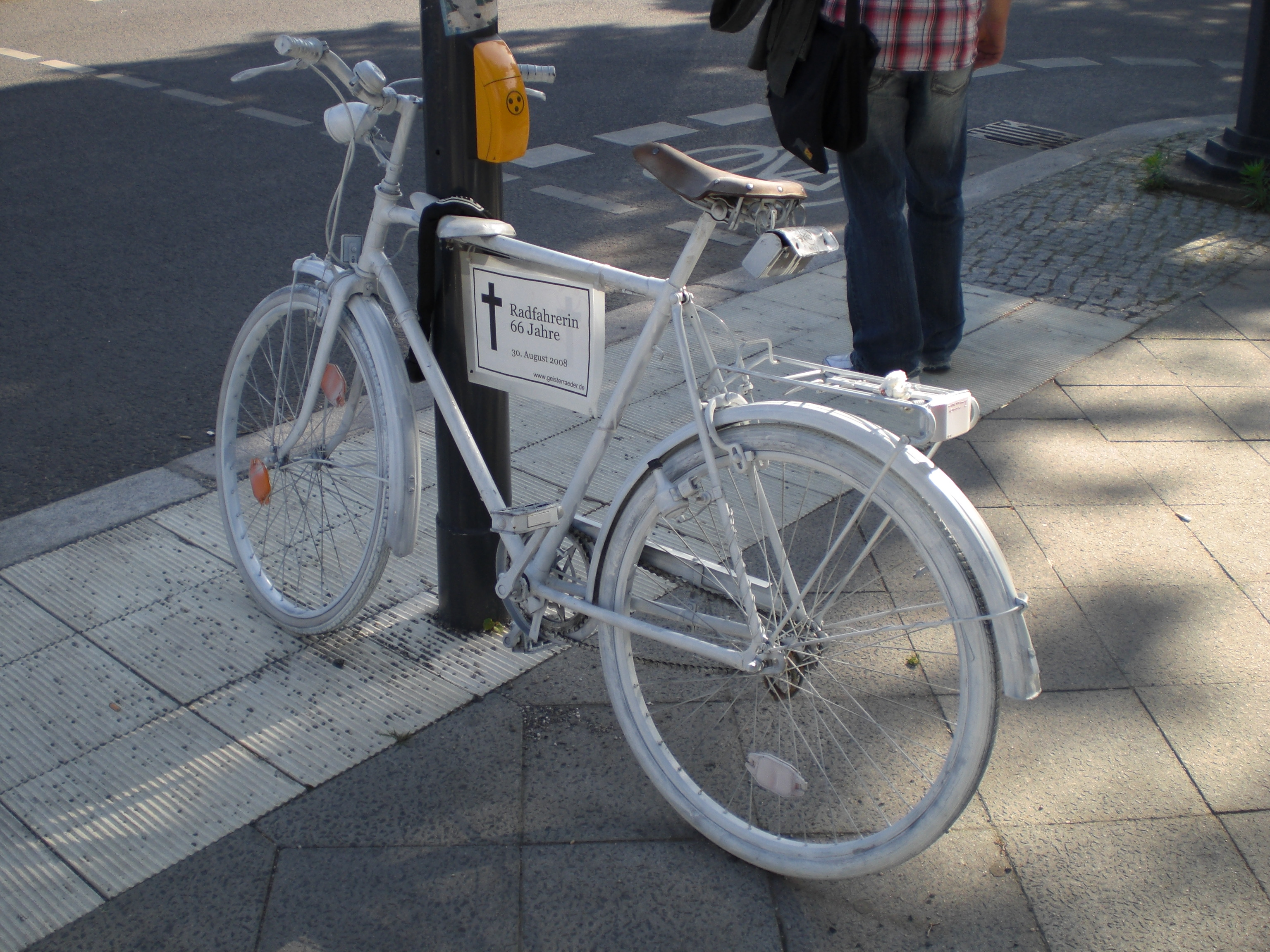
2009년 베를린의 고스트 바이크

자전거를 흰색으로 칠한다는 아이디어는 1960년대 암스테르담에서 시작되었으며, 이는 2륜 운송 수단을 해방하기 위한 ' 흰색 자전거 계획' 이라 불리는 무정부주의 프로젝트와 전술적 도시 계획의 일환으로 시작되었다. 흰색 자전거는 무료였고, 원하는 대로 사용한 후 다른 사람에게 맡겨둘 수 있었다.
미국의 고스트 바이크 아이디어는 2002년 4월 샌프란시스코 예술가 조 슬로타가 시작한 프로젝트에서 비롯되었을 가능성이 있다. 이는 순전히 예술적인 시도였다. 슬로타는 도시 곳곳에서 발견한 버려진 자전거들에 매료되었다. 자전거들은 잠겨 있었지만 쓸모없는 부품들은 제거된 채였다. 그는 자전거들을 흰색으로 칠하기 시작했고, 자신의 웹사이트 ghostbike.net에 사진을 게시했다. 샌프란시스코는 미국에서 자전거 이용자들에게 가장 안전한 도시 중 하나이지만, 다른 곳과 마찬가지로 기념 고스트 바이크가 생겨나면서 그의 프로젝트에 대한 인식이 바뀌었다.
2003년 10월, 미주리주 세인트루이스에서 고스트 바이크 추모 프로젝트가 시작되었다. 홀리 힐스 대로의 자전거 도로에서 운전자가 자전거 타는 사람을 치는 것을 목격한 패트릭 밴 더 투인은 흰색으로 칠해진 자전거를 그 자리에 세웠고, "자전거 타는 사람이 여기서 치였습니다."라고 손으로 쓴 표지판을 붙였다. 이 표지판이 지역 운전자들에게 미치는 영향을 알아차린 밴 더 투인은 친구들의 도움을 받아 세인트루이스 지역에서 자전거 타는 사람이 최근 자동차에 치인 눈에 띄는 곳에 고스트 바이크 15대를 더 세웠다. 그들은 손상된 자전거를 사용했는데, 어떤 경우에는 의도적으로 손상시켜 원하는 엉킴 효과를 냈다.

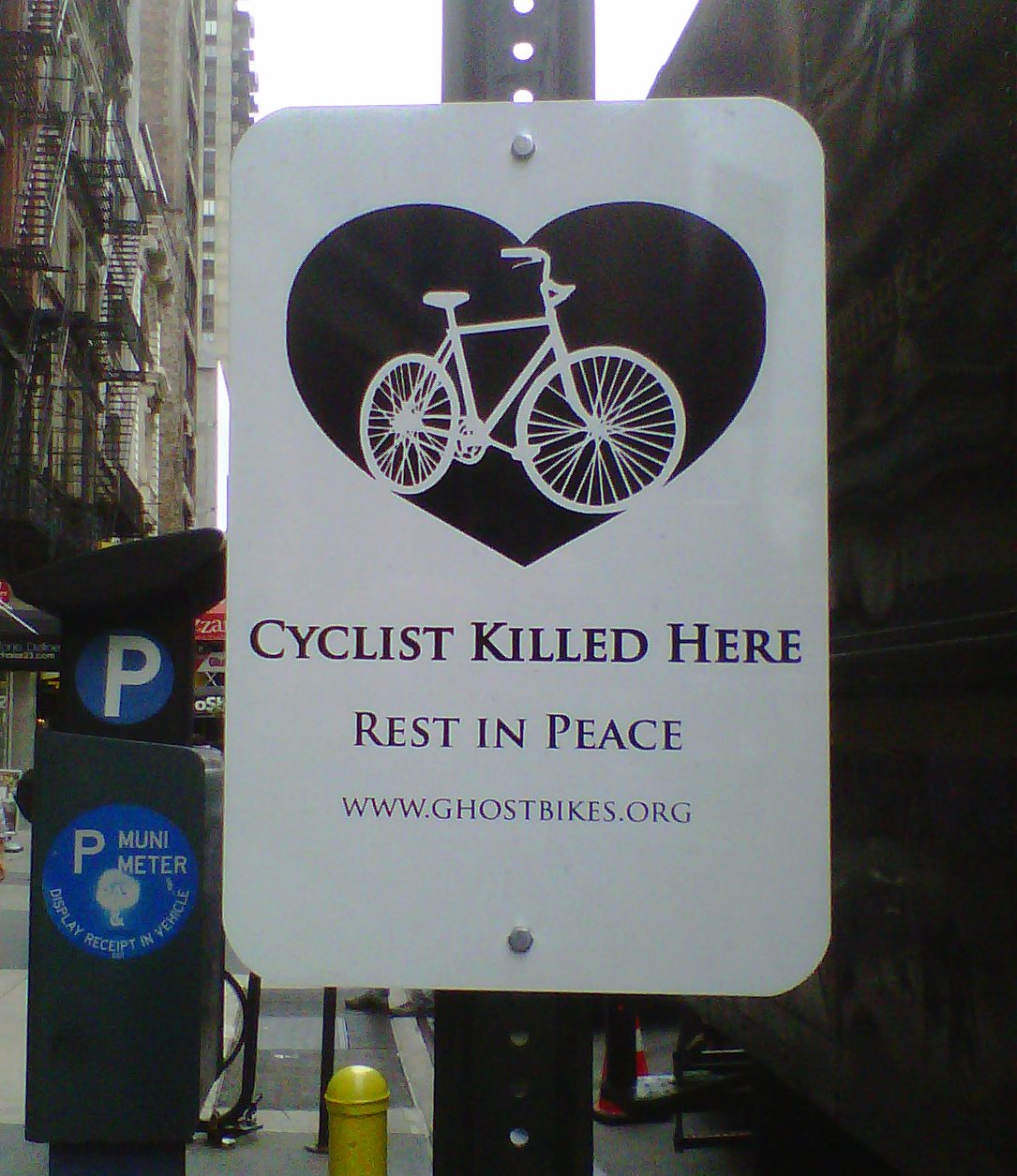
2013년 뉴욕의 고스트 바이크 표지판

비슷한 프로젝트가 2004년 피츠버그에서 시작되었고, 뉴욕, 2005년 시애틀, 앨버커키, 2006년 토론토에서도 시작되었다. 2005년 8월, 시애틀 전역에 약 40대의 고스트 바이크가 배치되어 사고, 위험 상황, 열악한 도로 상태의 위치에 대한 인식을 높였다.  2008년 쓰레기 트럭에 치여 사망한 라이더를 기리는 워싱턴 D.C.의 듀폰트서클에 있는 고스트 바이크는 1년 동안 그대로 있었다. 시 직원이 제거하자 라이더의 친구들이 가로등마다 하나씩, 총 22대의 고스트 바이크로 교체했다. 런던의 고스트 바이크는 2005년과 2006년에 활동했다, 전 세계적으로 수십 개의 다른 도시에서도 비슷한 프로젝트가 진행되었다.